# نهر فيين
فيين هو نهر فرنسي يعبر عدة مقاطعات تحمل اسمه، وهي فيين العليا وفيين، إضافة إلى جزء صغير من كروز بطول 2 كيلومتر فقط على الضفة اليمنى، وأجزاء من كوريز، وشارنت، وإندر ولوار. يمتد النهر على طول 363.3 كيلومترًا، ويُصنَّف ضمن أهم روافد نهر اللوار، وهو الرَّافد الأكثر غزارة من حيث التدفق.
يتدفق النهر بين هضبة ميلافاش [الفرنسية] وسهل تورين، ويمر عبر مناظر طبيعية متنوعة، شأنه شأن معظم الأنهار القادمة من غرب الكتلة المركزية الفرنسية، والتي تتجه غالبًا نحو نهر غارون أو مصب جيروند، مثل أنهار دوردوني، ولوت، وتارن.

## الجزر
يضم نهر فيين عددًا كبيرًا من الجزر النهرية التي تنتشر على امتداده، خاصةً في الجزء الأوسط والسفلي منه. تبرز من بين هذه الجزر، من المنبع إلى المصب:
- جزيرة بورغت والجزر الصغيرة الأخرى (ريمبنا)
- الجزر الصغيرة في إيموتييه
- جزر بوفور (سان ليوندارد دو نوبلا)
- جزيرة جسر نوبلا (سان ليونار دو نوبلا)
- جزر لاتيير (رويير)
- جزر سينترا (سانت-بريست-توريو)
- جزيرة كونتامان (سانت-بريست-توريو)
- جزيرة بوي مولينييه (لو باليه-سور-فيين)
- جزيرة الطيور (ليموج)
- الجزر المجهولة الاسم في إيل
- جزر لوسمونري (سانت-بريست-سوس-إيكس وأيكس-سور-فيين)
- جزيرة مولان دو بريسّاك (سانت-بريست-سوس-إيكس)
- جزر غابي (فيرنوي-سور-فيين)
- جزيرة بوسينياك (سانت-بريس-سور-فيين)
- جزر شايّاك، ومنها جزيرة نافيار (شايّاك-سور-فيين)
- الجزر الصغيرة في شابانيه
- الجزر الواقعة بين شيراك، إكسيديوي-سور-فيين، ومانو
- جزيرة ريس مارتان (أنساك-سور-فيين)
- جزيرة سانت-جيرمان أو سانت-مادلين (ليساك)
- جزيرة غراند مولان (أفايل-ليموزين)
- جزيرة بيلتيير (أفايل-ليموزين)
- جزيرة بريباي (أفايل-ليموزين)
- إيل-فور (إيل-جوردان)
- جزيرة بينوديار (لو فيجان)
- جزر غراند فيرني (موساك)
- جزر كوو
- جزيرة راليري (غويكس وبيرساك)
- جزيرة فيلار (بيرساك)
- جزر لا تور أو كونيوم (سيفو)
- جزيرة جيرب (فالديفيين)
- جزيرة ديسو (فالديفيين)
- جزيرة مولان برو (فالديفيين)
- الجزر في شوفيني
- جزر بيتي فيلان (بون)
- الجزر في فونويل-سور-فيين
- جزيرة ترناي (أفايل-أن-شاتيليرولت)
- جزيرة كونيه (شاتيليرولت)
- جزيرة سانت-كاثرين (شاتيليرولت)
- جزيرة في إنغرانديه
- جزيرة ميزون روج (نواطر)
- جزر موغون (بارسي-سور-فيين)
- إيل-بوشار
- جزيرة بون (تافان)
- جزيرة في أنشيه
- جزيرة تور (شينون)
- جزيرة سيغوين (بومون-أن-فيرون)
- جزيرة بيتي-تووار (سان جيرمان سور فيين)
- جزيرة بوار (كاند-سانت-مارتن)